# Lophocalama neuritis
Lophocalama neuritis är en fjärilsart som beskrevs av George Francis Hampson 1910. Lophocalama neuritis ingår i släktet Lophocalama och familjen nattflyn. Inga underarter finns listade i Catalogue of Life.